# انجمن روان‌شناسی آمریکا
انجمن روان‌شناسی آمریکا (APA) بزرگ‌ترین سازمان علمی و حرفه ای روانشناسان در ایالات متحده است، با بیش از ۱۴۶۰۰۰ عضو، از جمله دانشمندان، مربیان، پزشکان، مشاوران و دانشجویان بزرگ‌ترین نهاد روان‌شناسی در جهان نیز می‌باشد. دارای ۵۴ بخش - گروه‌های علاقه‌مند برای زیر تخصص‌های مختلف روان‌شناسی یا حوزه‌های موضوعی است. APA بودجه سالانه ای در حدود ۱۲۵ میلیون دلار دارد.

## تاریخچه

### تاسیس
انجمن روانشناسی آمریکا در ژوئیه ۱۸۹۲ در دانشگاه کلارک توسط گروه کوچکی از حدود ۳۰ نفر تأسیس شد. تا سال ۱۹۱۶ بیش از ۳۰۰ عضو وجود داشت. نخستین رئیس انجمن گرانویل استنلی هال بود. در طول جنگ جهانی دوم، انجمن روانشناسی با سایر سازمان‌های روان‌شناختی ادغام شد و در نتیجه ساختار تقسیمی جدیدی به وجود آمد. ۱۹ بخش در سال ۱۹۴۴ تصویب شد. بخش‌هایی که بیشترین اعضا را داشتند، بخش‌های بالینی و پرسنلی (اکنون مشاوره) بودند. از سال ۲۰۰۷ تا ۱۹۶۰، تعداد بخش ها به ۵۴ بخش افزایش یافت  امروزه انجمن روانشناسی به ۶۰ انجمن ایالتی، منطقه ای و استانی کانادا وابسته است.

## مشخصات
APA دارای گروه های کاری است که بیانیه های سیاستی را در مورد موضوعات مختلف با اهمیت اجتماعی، از جمله سقط جنین ، حقوق بشر ، رفاه زندانیان، قاچاق انسان ، حقوق بیماران روانی ، تست هوش ، تلاش برای تغییر گرایش جنسی ، و برابری جنسیتی صادر می کند.

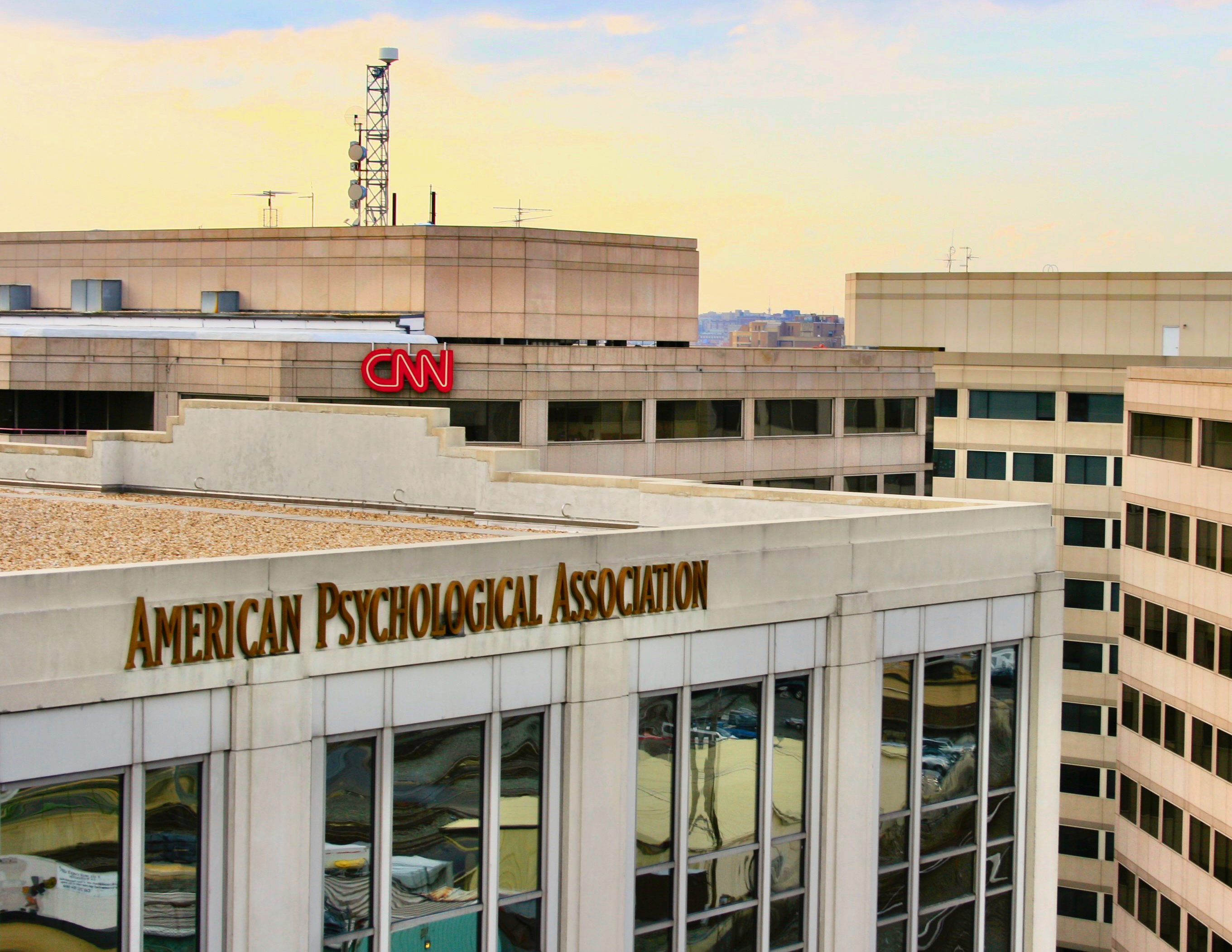
مقر انجمن روانشناسی آمریکا در واشینگتن دی سی

## مدیریت
APA یک شرکت اجاره شده در منطقه کلمبیا است. آئین نامه APA اجزای ساختاری را توصیف می کند که به عنوان یک سیستم کنترل و تعادل برای تضمین فرایند دموکراتیک عمل می کند. نهادهای سازمانی عبارتند از:
- رئیس APA توسط اعضا انتخاب می شود. ریاست شورای نمایندگان و هیئت مدیره را بر عهده دارد. رئیس در مدت تصدی مسئولیت خود وظایفی را انجام می دهد که در آیین نامه مقرر شده است.
- هيئت مدیره:هیئت مدیره. متشکل از شش عضو به‌طور کلی، رئیس ، رئیس قبلی، خزانه دار، منشی ضبط، مدیر عامل و رئیس انجمن روانشناسی دانشجویان تحصیلات تکمیلی آمریکا (APAGS) است. هیئت مدیره بر امور اداری انجمن نظارت و بودجه سالانه را برای تصویب شورا ارائه می کند.
- شورای نمایندگان انجمن: شورا تنها اختیار تعیین خط مشی و تصمیم گیری در مورد درآمد سالانه حدود ۱۲۵ میلیون دلاری انجمن را دارد. این انجمن متشکل از اعضای منتخب انجمن‌های روان‌شناختی ایالتی/استانی/سرزمینی، بخش‌ها و هیئت مدیره انجمن است.
- ساختار کمیته انجمن: هیئت ها و کمیته ها. اعضای هیئت مدیره و کمیته ها بیشتر کارهای انجمن را به صورت داوطلبانه انجام می دهند. آنها طیف گسترده ای از وظایف را که با نام آنها پیشنهاد می شود انجام می دهند. برخی از آنها مسئولیت نظارت بر برنامه های اصلی مانند ریاست ها، مجلات و امور بین الملل را بر عهده دارند.[۷]

## پروژه مدیریت خوب
پروژه مدیریت خوب در ژانویه ۲۰۱۱ به عنوان بخشی از برنامه راهبردی آغاز شد تا «[اطمینان] شیوه‌های حاکمیتی، فرآیندها و ساختارهای انجمن بهینه شده و با آنچه برای پیشرفت در محیطی که به سرعت در حال تغییر و پیچیده‌تر است، مطابقت دارد. "  این هزینه شامل درخواست بازخورد و ذینفعان ورودی، یادگیری در مورد بهترین شیوه های حاکمیتی، توصیه به نیاز بودن تغییر، توصیه تغییرات مورد نیاز بر اساس داده ها، و ایجاد طرح های اجرایی بود. در ژوئن ۲۰۱۳ در مورد تغییرات توصیه شده را می توان در سند "تغییرات پیشنهادی پروژه مدیریت خوب برای به حداکثر رساندن اثربخشی سازمانی حاکمیت انجمن" یافت. تغییرات پیشنهادی انجمن را از ساختار نمایندگی مبتنی بر عضویت به ساختار شرکتی تغییر می‌دهد. این پیشنهادها در تاریخ ۳۱ ژوئیه ۲۰۱۳ و ۲ اوت ۲۰۱۳ توسط شورا مورد بحث و بررسی قرار گرفت 

## ساختار سازمانی
انجمن شامل یک دفتر اجرایی، یک عملیات انتشاراتی، دفاتری است که به نیازهای اداری، تجاری، فناوری اطلاعات و عملیاتی رسیدگی می کنند و پنج اداره اصلی:
- اداره آموزش و پرورش برنامه های روانشناسی دکترا را تأیید می کند و به مسائل مربوط به آموزش روانشناسی در دوره متوسطه تا تحصیلات تکمیلی می پردازد.[۱۰]
- اداره عمل به نمایندگی از روانشناسان شاغل و مصرف کنندگان مراقبت های بهداشتی همکاری می کند.[۱۱]
- اداره منافع عمومی، روانشناسی را به عنوان ابزاری برای رسیدگی به مشکلات اساسی رفاه انسان و ترویج رفتار عادلانه و عادلانه با تمام اقشار جامعه ارتقا می دهد.[۱۲]
- اداره ارتباطات عمومی و اعضا مسئول اطلاع رسانی انجمن به اعضا و وابستگان خود و عموم مردم است.[۱۳]
- اداره علوم حمایت و صدایی را برای دانشمندان روانشناسی فراهم می کند.[۱۴]

## عضویت و عنوان "روانشناس"
سیاست انجمن در مورد استفاده از عنوان روانشناس در قانون برای صدور مجوز دولتی روانشناسان آمده است: روانشناسانی که مدرک دکترا در روانشناسی گرفته اند و نمی توانند از عنوان "روانشناس" استفاده کنند و/یا خدمات روانشناختی را به عموم ارائه دهند. ، مگر اینکه روانشناس طبق قانون دارای مجوز یا به‌طور خاص از صدور مجوز معاف باشد. قوانین صدور مجوز ایالتی الزامات خاص ایالتی را برای آموزش و آموزش روانشناسان که منجر به صدور مجوز می شود، مشخص می کند. روانشناسانی که از مجوز معاف هستند شامل محققان، مربیان یا روانشناسان کاربردی عمومی باشند که خدماتی خارج از حوزه سلامت و سلامت روان ارائه می دهند.
عضویت کامل در انجمن در ایالات متحده و کانادا مستلزم داشتن مدرک دکترا است، در حالی که عضویت پیوسته مستلزم حداقل دو سال تحصیلات تکمیلی در روانشناسی یا رشته مورد تایید مرتبط است. حداقل شرط پایان نامه دکتری مرتبط با روانشناسی برای عضویت کامل می تواند در شرایط خاصی که شواهدی وجود داشته باشد که سهم یا عملکرد قابل توجهی در زمینه روانشناسی انجام شده است، لغو شود.

## ساازمان های وابسته
خدمات انجمن روان‌شناسی آمریکا، در سال ۲۰۱۸ تشکیل شد و یک نهاد سازمان ۵۰۱ (سی) است که از طرف روانشناسان از همه حوزه‌های روانشناسی حمایت می‌شود.

## تسلط روانشناسی بالینی
به دلیل تسلط روانشناسی بالینی در انجمن، چندین گروه پژوهش محور از سازمان جدا شده اند. عبارتند از انجمن روانشناسی در سال ۱۹۵۹ (با جهت گیری عمدتاً شناختی)، و انجمن علوم روانشناسی (که نام خود را از انجمن روانشناسی آمریکا در اوایل سال ۲۰۰۶ تغییر داد) در سال ۱۹۸۸ (با تمرکز گسترده بر علم و تحقیقات روانشناسی). . تئودور اچ. بلاو نخستین روانشناس بالینی بود که در سال ۱۹۷۷ به عنوان رئیس انجمن روانشناسی آمریکا انتخاب شد 

## حوزه های روانشناسی مورد بررسی و تحقیقات
- روانشناسی بالینی
- روانشناسی سلامت
- روانشناسی عمومی
- سنجش و اندازه گیری (روانسنجی)
- روان‌شناسی صنعتی و سازمانی
- روان‌شناسی رشد
- روانشناسی کودکان استثنائی
- روانشناسی تربیتی
- علوم شناختی
- روان‌شناسی شخصیت
- اموزش روانشناسی
- روانشناسی تجربی
- روش های کمی و کیفی
- علوم اعصاب رفتاری و تطبیقی
- مطالعات روانشناسی مسائل اجتماعی ( SPSSI )
- زیبایی شناسی . خلاقیت و هنر
- روانشناسی مشاوره
- روانشناسی اموزشی
- روانشناسی مدرسه
- جامعه روانشناسی مشاوره
- روانشناسان در خدمات عمومی
- روانشناسی نظامی
- رشد بزرگسالان و سالخوردگی
- روانشناسی تجربی کاربردی و مهندسی
- روانشناسی توان بخشی
- روانشناسی مصرف کننده
- روانشناسی نظری و فلسفی
- تحلیل و رفتار
- تاریخ روانشناسی
- تحقیق و اقدام جامعه : بخش روانشناسی جامعه
- روانشناسی دارویی و سوء مصرف مواد
- پیشرفت روان درمانی
- هیپنوتیزم روانشناختی
- امور انجمن روانشناسی ایالتی. استانی . منطقه ای
- روانشناسی انسان گرایانه